# Anita Schäfer
Anita Schäfer (Saalstadt, 9 juillet 1951) est une femme politique allemande.